# حشوات مصبوبة
في طب الأسنان، تعرف الحشوات الضمنية على أنها ترميمات غير مباشرة (حشوات) تتكون من مادة صلبة (كالذهب، والخزف وبشكل أقل حشوات الراتنج الصلبة) والتي توضع داخل الحفرة المحضرة في السن وتلصق في مكانها. هذه التقنية تتضمن تصنيع الترميم خارج الفم اعتماداً على طبعة للسن المحضّر، عوضاً عن وضع حشوات لينة داخل السن المحضر وانتظارها حتى تتصلب.

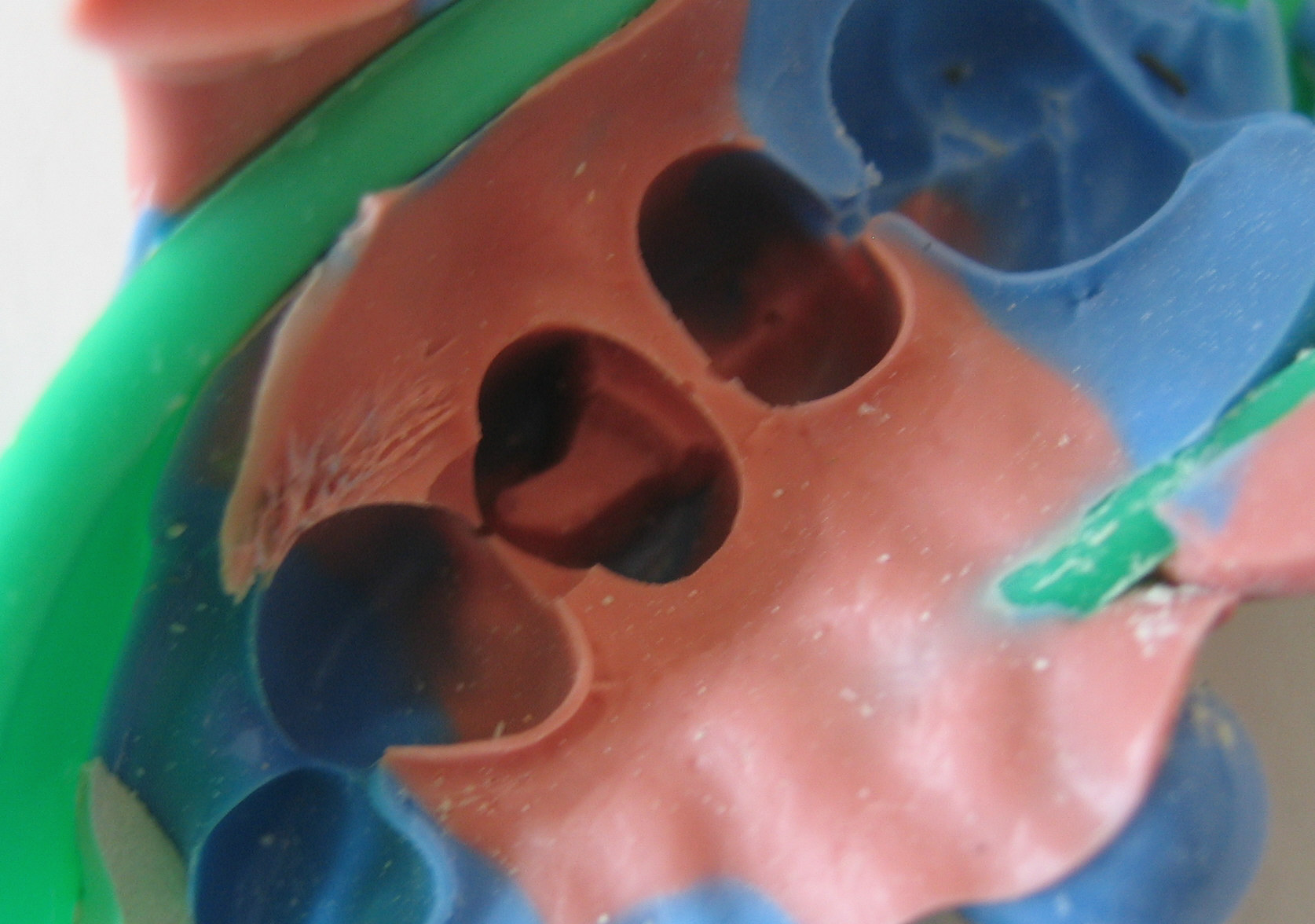
طبعة للضاحك الأول اليمنى المحصر لاستقبال حشوة ضمنية وحشية اطباقية مصنوعة من الذهب. تصميم الوحشي الإطباقي للترميم يدل على أن الذهب سيستعمل كحشوة للسطوح الوحشية و الإطباقية للسن. تم تحضير هذا السن و تصنيع الحشوة الضمنية وفق طريقة R.V. Tucker لتحضير حشوات الذهب الضمنية. لاحظ كون الزوايا الخطية لطبعة الحشوة الضمنية حادة وواضحة بدقة؛ تم تحقيق ذلك باستعمال أدوات من الستانليس ستيل ذات نهايات كربونية. المطاط الرخو ذو اللون الزهري أقل لزوجة من المطاط ذي اللون الأزرق ولذلك فلديه القدرة على التقاط تفاصيل أدق للسن المحضر.

الحشوات الفوقية هي حشوات شبيهة بالحشوات الضمنية، إلا أنها تشمل استبدالاً لحدبة من السن عبر تغطية منطقة الحدبة المفقودة. تعتبر التيجان حشوات فوقية تغطي جميع أسطح السن.

## الحشوات الضمنية
أحيانا، نخطط لترميم سن باستخدام حشوة مباشرة، لكن يكون التسوس أو الكسر كبير جدا بحيث أن الترميم المباشر باستعمال ملغمة أو راتنج مركب قد يؤثر على سلامة بنية السن المرمم أو يكون السن دون المستوى المطلوب لتحمل القوى الإطباقية. في مثل هذه الحالات، يتم استعمال حشوات الذهب أو الخزف الضمنية.

## مقارنة بين الحشوات الضمنية غير المباشرة والمباشرة

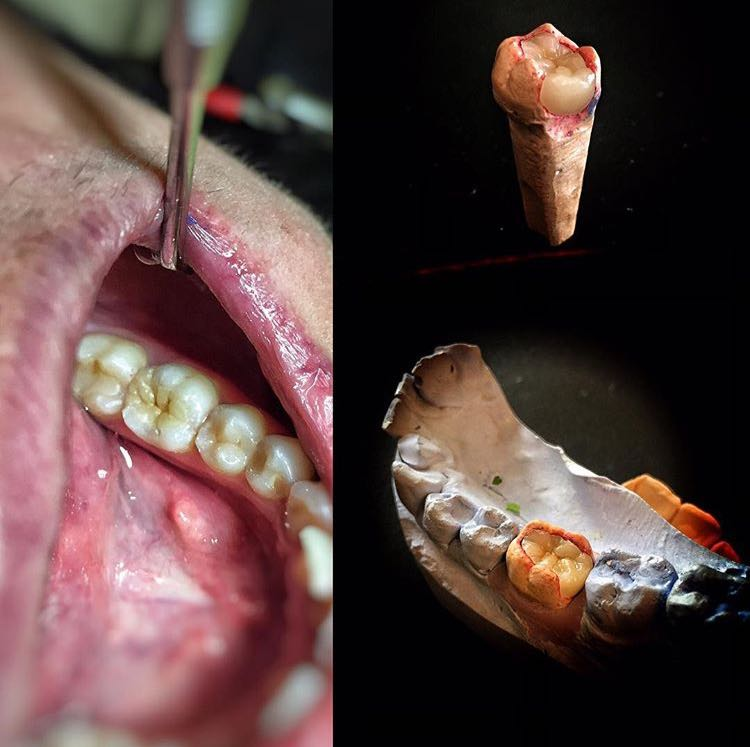
الحشوات الضمنية المصنعة من البورسلين

عندما يتم استعمال الحشوات غير المباشرة، فإن حافة التقاء السن مع الترميم يمكن إنهائها وتلميعها بدرجة كبيرة مما يقلل نكس النخر. على عكس ذلك، فإن حشوات الراتنج المركب المباشرة يحدث لها تقلص في الحجم خلال التصلب بنسبة ضئيلة. هذا التقلص يؤدي إلى حدوث توتر نتيجة التقلص وبشكل نادر يمكن أن يؤدي إلى تسرب حفافي وبالتالي الفشل.
على الرغم من التحديثات المجراة على الحشوات الراتنجية في السنوات الاخيرة فإن الحشوات الضمنية غير المباشرة تتخلص من مشكلة التقلص التصلبي. الميزة الأخرى للحشوات الغير مباشرة على المباشرة أنه في أغلب الحالات لا يوجد هناك محددات لاختيار مادة الترميم. على الرغم من كون الحشوات المصبوبة أغلى بعشر مرات من الحشوات المباشرة، إلا أنه غالبا ما تكون ذات ميزات أعلى من ناحية مقاومة القوى الإطباقية، الحماية من نكس النخر، الدقة في التصنيع، الختم الحفافي، حواف ملائمة للحفاظ على صحة النسج اللثوية، وسهولة التنظيف. إلا أن هذا المزايا تنطبق على الحشوات المصبوبة والمصنوعة من الذهب فقط. على الرغم من أن الدراسات قصيرة الأمد أظهرت نتائج غير متناسقة، إلا أن عدد معتبر من الدراسات طويلة الأمد أظهرت عدم وجود فروق ذات دلالة إحصائية بين نسب فشل الحشوات المصبوبة المصنوعة من السيراميك أو الكمبوزيت مقارنة مع حشوات الراتنج المركب المباشرة. أظهرت دراسة أخرى زيادة في ديمومة حشوات الراتنج المركب الضمنية غير المباشرة إلا أن هذه الزيادة لم تبرر استخدام هذه الحشوات بسبب الجهد الكبير والتكلفة العالية لهذه الحشوات.

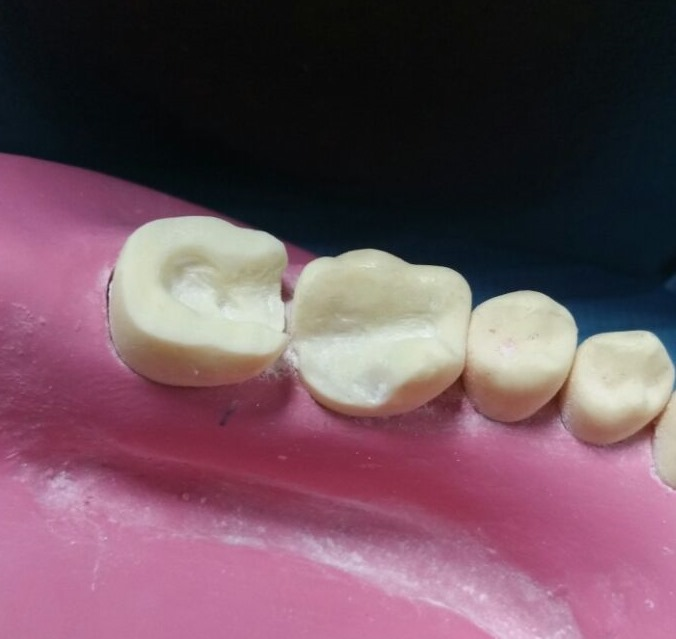
تحضيرات لحشوات ضمنية و حشوات فوقية في نموذج للأسنان على منيكان

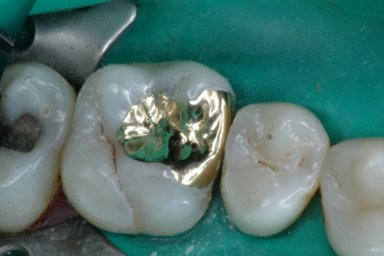
حشوة ضمنية أنسية إطباقية من الذهب على الرحى الأولى العلوية اليمنى، التصميم "الأنسي الإطباقي" يدلنا على أن الذهب استعمل كحشوة للسطوح الأنسية و الإطباقية للسن. تم تحضير هذا السن و تصنيع الحشوة الضمنية وفق طريقة R.V. Tucker لتحضير حشوات الذهب الضمنية. لاحظ انسيابية الذهب مع بتية السن، بشكل مطابق بدرجة عالية للحواف الطبيعية للسن و بشكل يسمح للانعكاس بأن يظهر بشكل مستمر فوق الحافة من السن إلى الذهب.

## الحشوات الفوقية
عندما يشمل النخر أو الكسر مناطق واسعة من السن بشكل يجعل ترميمات الأملغم (حشوات الفضة) أو الكمبوزيت غير مناسبة، (مثل كسر في الحدبة أو النسج السنية المتبقية لا تدعم جدران السن) يصتطب استخدام الحشوات الفوقية المصبوبة. بشكل مشابه للحشوات الضمنية، فإن الحشوات الفوقية هي ترميمات غير مباشرة تشمل حدبة أو أكثر تغطي الحدبات المفقودة من السن. جميع مزايا الحشوات الضمنية موجودة في الحشوات الفوقية. تسمح الحشوات الفوقية بالمحافظة على النسج السنية عندما يكون البديل الوحيد هو إزالة كامل الحدبات والجدران المحيطية للتعويض عنها بتاج. تماما مثل الحشوات الضمنية، فإن الحشوات الفوقية تصنع خارج الفم إما من الذهب أو الخزف (السيراميك). استعملت حشوات الذهب لسنوات عديدة وأظهرت معدلات عالية من النجاح. في السنوات الأخيرة، تم تطوير أنواع جديدة من الخزف والتي يعتقد أنها تملك ديمومة مشابهة للذهب. عندما يتم تصنيع الحشوات المصبوبة في مختبر الأسنان، يتم تصنيع تعويض مؤقت ريثما يجهز التعويض الدائم للمريض. يتم تثبيت الترميم الدائم في جلسة أخرى منفصلة. يمكن للحشوات المصبوبة أن تصنع من الخزف (السيراميك) وتُثبت في نفس الجلسة عبر استخدام تقنية CAD/CAM.
وجدت دراسة منهجية أن سبب فشل الحشوة الفوقية هو كسر في الخزف نفسه وذلك مايحدث عادةً، أو فك اللزق بين الخزف والسن، أو حدوث تسوس ويظهرعند هوامش الترميم كلون متغير. وارتبطت معدلات الفشل العالية بالأسنان الغير حية (التي كانت معالجة علاج للعصب)، ومع المرضى الذين يعانون من صرير الأسنان.